# Alpes de Kitzbühel
Los Alpes de Kitzbühel (en alemán: Kitzbüheler Alpen o Kitzbühler Alpen) son una cadena montañosa de los Alpes Centrales Orientales que rodean la ciudad de Kitzbühel en el Tirol, Austria. Geológicamente son parte de la zona occidental de pizarra.

## Ubicación
Dos tercios de los Alpes de Kitzbühel se encuentran en la provincia austriaca de Tirol, el tercio restante está en el estado de Salzburgo. Tienen una longitud de unos 80 kilómetros de este a oeste y una anchura de 25 a 35 kilómetros. Se extienden desde el valle de Ziller y los Alpes de Tux en el oeste hasta el río Saalach y el Zell am See en el lago Zell (Zellersee) en el este. Limitan al sur con los Alpes de Zillertal y la cordillera del Alto Tauern, al otro lado del río Salzach, y al norte con el río Inn y los Alpes Calizos del Norte.
El límite de la región corre a lo largo del valle del Salzach vía Zell am See, donde el Salzach gira hacia el norte, hasta Saalfelden. Su límite norte corre de este a oeste desde la cuenca de Saalfelden a lo largo del valle del Leoganger Ache hasta el paso de Grießen y desde allí a través del valle de Pillersee, Leukental y Sölllandl hasta Wörgl y Kufstein. Su límite noroeste está formado por el valle del Eno entre Wörgl y Jenbach.
Los Alpes de Kitzbühel están divididos por el río Großache en los Alpes Glemmtal al este (Salzburgo) y los Alpes de Kelchsau al oeste. La cumbre más alta de los Alpes de Kitzbühel es el Kreuzjoch en el suroeste de la cordillera al noroeste de Gerlos a 2558 metros sobre el nivel del mar. La altura general de los picos desciende gradualmente desde unos 2500 m en el oeste hasta unos 2000 m en el este. Otras cumbres importantes son el Salzachgeier occidental (2.469 m), el Kröndlhorn (2.444 m), el Großer Rettenstein (2.366 m), el Geißstein (2.363 m), el Wildseeloder (2.118 m), el Großer Beil (2.309 m), el Großer Galtenberg (2.425 m), el Kitzbühler Horn (1.996 m), el Hohe Salve (1.828 m), el Hahnenkamm (1.712 m) y el Schmittenhöhe (1.965 m). Los destinos montañosos más populares en el borde del valle del Eno son el Pölven (1.595 m) y el Gratlspitz (1.899 m).
Los Alpes de Kitzbühel se encuentran en las regiones de St. Johann en el Tirol, Kitzbühel y sus alrededores, Pillerseetal, Brixental, Wildschönau y Alpbach.
La región turística de los Alpes de Kitzbühel sólo cubre una parte de los Alpes de Kitzbühel geográficos.
Los Alpes de Kitzbühel tienen relativamente pocas cimas de montañas escarpadas y son muy adecuadas para caminar y esquiar. Hay varios grandes centros de esquí en la zona, tanto en la región del Tirol como en la de Salzburgo. Las montañas de Dienten son una extensión geológica de las montañas del este. La Pinzgau Ridgeway (Pinzgauer Höhenweg) atraviesa ambas cordilleras en dirección este-oeste. Muchas rutas de esquí y la Saalach Valley Ridgeway (Saalachtaler Höhenweg) atraviesan los Alpes de Kitzbühel.

## Cordilleras vecinas
Las cordilleras que rodean los Alpes de Kitzbühel son:
| - Montes del Kaiser - Lofer Mountains - Montañas de Leogang | - Salzburg Slate Alps - Grupo Glockner - Grupo Granatspitze | - Grupo Venediger - Alpes de Zillertal | - Alpes de Tux - Brandenberg Alps |